# Velíke
Velíke (en (ucraïnès): Велике) és un poble de la República Autònoma de Crimea a Ucraïna, que el 2014 tenia 438 habitants. Pertany al districte rural de Saki.